# Панайот Кърджиев
Панайот Антонов Кърджиев е български политик и кмет на Варна от 1902 до 1903 година.

## Биография
Роден е през 1853 година в село Арбанаси. Има двама братя Тома Кърджиев, който е революционер и Георги Кърджиев, който е социалист по убеждение. Панайот Кърджиев израства в Русе, но семейството му впоследствие заминава за Букурещ. Това става поради революционната дейност на брат му Тома, както и след убийството на баща му от турците. По време на Руско-турската война от 1877 – 1878 се включва в редиците на българското опълчение в първа опълченска дружина. След войната работи в Русенския общински съд, а по-късно и в апелативния съд на Разград. От 1887 година става прокурор. След това се мести във Варна. Там от 1888 година е член на Окръжния съд. През 1902 година е уволнен по политически причини.
Попада в състава на Варненския общински съвет по време на Варненската комуна.
Деец е на Македоно-одринската организация. През април 1901 година е делегат на Осмия македоно-одрински конгрес от Шуменското дружество.
На 11 юли 1902 година става кмет на Варна до 1903 година, когато подава оставка. Бил е народен представител в Петото велико народно събрание. Умира през 1929 година.